# Provinz Aurora
Koordinaten: 15° 53′ N, 121° 33′ O
Aurora ist eine philippinische Provinz in der Region Central Luzon auf der Insel Luzon. Sie gehört zur dritten Einkommensklasse der Provinzen auf den Philippinen. Vor 1979 war Aurora ein Teil der Provinz Quezon und hieß zur damaligen Zeit Tayabas. Die Provinz wurde nach Aurora A. Quezon, der Frau des ehemaligen Präsidenten Manuel Quezon, benannt.

## Geographie
Die gesamte Küstenlinie hat eine Länge von 332 km und liegt im Osten von Luzon an der Philippinensee. Ihre Nachbarprovinzen sind Isabela und Quirino im Norden, Nueva Ecija und Nueva Vizcaya im Westen, Bulacan und Quezon im Süden. 
An der Grenze zur Provinz Nueva Ecija liegt der Aurora Memorial Nationalpark im Gebirgszug der Sierra Madre, die sich parallel zur Küstenlinie in der ganzen Provinz erstreckt. Zum Provinzgebiet gehört die langgestreckte Halbinsel San Ildefonso, die von dem Casiguran Sound von der Hauptlandmasse Luzons getrennt wird, auf dieser lebt der Stamm der San Ildefonso Agta.

## Klima
Das Klima der Provinz gehört zum Klimatyp III, ohne ausgesprochene Trennung von Regen- und Trockenzeiten. Der durchschnittliche monatliche Regenmenge beträgt 273,9 mm/m². Der trockenste Monat ist der August, die regenreichsten Monate sind Januar, Februar, April, Oktober und November. Die durchschnittliche Jahrestemperatur beträgt 25,3 °C, die niedrigsten monatlichen Temperaturen werden im Januar und Februar registriert, sie reichen von 19,3 bis 20,4 °C. Die wärmsten Monate sind der Juni und Juli mit Temperaturen von 30 bis 33 °C. Die Provinz liegt innerhalb des Taifungürtels der Philippinen und wird regelmäßig von Mai bis November von tropischen Stürmen heimgesucht.

## Stadtgemeinden
Aurora ist 8 Stadtgemeinden untergliedert:
| - Baler - Casiguran - Dilasag | - Dinalungan - Dingalan - Dipaculao | - Maria Aurora - San Luis |